# Dreamland (Madeleine Peyroux)
Dreamland è il primo album in studio della cantante statunitense Madeleine Peyroux, pubblicato nel 1996.
Tra i musicisti che hanno collaborato in questo disco vi sono Marc Ribot, Charles Giordano, Greg Cohen e Kenny Wollesen.

## Tracce
1. Walkin' After Midnight (Alan Block, Don Hecht) – 4:49
2. Hey Sweet Man (Madeleine Peyroux) – 4:03
3. I'm Gonna Sit Right Down and Write Myself a Letter (Fred E. Ahlert, Joe Young) – 3:43
4. (Getting Some) Fun Out of Life (Joe Burke, Edgar Leslie) – 3:12
5. La Vie en Rose (Louiguy, Édith Piaf) – 3:22
6. Always a Use (Madeleine Peyroux) – 2:42
7. A Prayer (Euston Jones) – 2:37
8. Muddy Water (Peter de Rose, Harry Richman, Jo Trent) – 3:31
9. Was I? (Chick Endor, Charlie Farrell) – 2:47
10. Dreamland (Madeleine Peyroux) – 3:31
11. Reckless Blues (Jack Gee, Bessie Smith) – 3:04
12. Lovesick Blues (cover di My Sweetie Went Away; Lou Handman, Roy Turk) – 2:20